# Coloplast
Coloplast A/S je dánská nadnárodní společnost, která vyvíjí, vyrábí a prodává zdravotnické pomůcky pro péči o stomie, péči o močový měchýř, intervenční urologii, péči o kůži a hojení ran. S akvizicí společnosti Atos Medical se působnost rozšířila také na výrobu hlasových protéz a produktů pro pacienty po totální laryngektomii.

## Historie
V roce 1954 vytvořila dánská zdravotní sestra Elise Sørensen pro svou sestru první vlastnoručně vyrobený jednorázový samolepicí stomický sáček z plastu. Nápad tehdy zaujal její kolegyni Johanne Louis-Hansen, která přesvědčila svého manžela Aage Louis-Hansena, majitele firmy Dansk Plastic Embalage, aby stomické sáčky začal vyrábět průmyslově.
Společnost Coloplast tak byla založena v roce 1957 a její název vznikl spojením latinského slova colon (tlusté střevo) a plast. Syn původních zakladatelů Niels Peter Louis-Hansen je dnes místopředsedou společnosti. Globální sídlo společnosti se nachází v Humlebæku v Dánsku.
Společnost zaměstnávala v roce 2023 téměř 16 000 zaměstnanců po celém světě. Má zastoupení ve 41 zemích a továrny v Dánsku, Maďarsku, Francii, Číně, Kostarice i Švédsku, Německu a USA. V roce 2024 společnost započala v Portugalsku výstavbu nové továrny na katétry.
Mezi lety 2022/23 činily tržby společnosti 24 500 milionů DKK a provozní zisk byl 6 845 milionů DKK. Ve stomickém businessu je Coloplast světovou jedničkou s tržním podílem 35–40 %. V péči o kontinenci je také jedničkou na světovém trhu s tržním podílem 40–45 %.
Akcie Coloplast A/S se obchodují na dánské burze cenných papírů a po řadu let se řadí mezi 20 nejvíce obchodovaných akcií v zemi.

## Akvizice
Coloplast oznámil během listopadu 2021, že kupuje Atos Medical a tím i technologii pro laryngektomii a tracheostomii za 2,16 miliardy eur.
V roce 2023 Coloplast převzal také islandskou firmu Kerecis zabývající se biologickou péčí o rány založenou na neporušené rybí kůži.

### Coloplast v Česku
V Česku působí Coloplast od roku 1993. Coloplast A/S je zde zastoupen dceřinou společností Coloplast Czech. Na český trh dodává stomické pomůcky, stomické příslušenství, močové katétry a inkontinenční pomůcky. Výrobky pro intervenční urologii dodává společnost Promedica Praha.